# Norops isthmicus
Norops isthmicus este o specie de șopârle din genul Norops, familia Polychrotidae, descrisă de Fitch 1979. Conform Catalogue of Life specia Norops isthmicus nu are subspecii cunoscute.